# QNX
QNX – system operacyjny czasu rzeczywistego zaliczany do klasy Unix, tworzący w drzewie rozwoju Uniksa własną i niezależną gałąź. QNX został stworzony przez firmę QNX Software Systems Ltd. Od kwietnia 2010 roku jest własnością firmy BlackBerry. Najnowsza wersja to 7.1. udostępniona w lipcu 2020. Obecnie kod źródłowy jądra systemu nie jest dostępny.

## Charakterystyka
Niemal od początku istnienia QNX oparty jest na założeniach mikrojądra (microkernel), dzięki czemu może być stosowany jako system wbudowany. System ten jest udostępniany w wersjach dla wielu różnych platform sprzętowych (x86/Pentium, PowerPC, ARM, StrongARM, XScale, MIPS i SH-4). Jest także wykorzystywany w BlackBerry Playbook oraz urządzeniach BlackBerry 10.
Razem z systemem, dostarczany jest okienkowy interfejs graficzny Photon microGUI.
QNX charakteryzuje się rzadkim w systemach operacyjnych rozwiązaniem, w którym nie ma rozdziału na operacje systemowe i operacje użytkownika – podział czasu między zadaniami jest równomierny (system operacyjny czasu rzeczywistego, ang. real-time operating system).
Przy tworzeniu architektury systemu QNX korzystano z normy POSIX, dzięki czemu jest on zgodny z Uniksem, Linuksem oraz BSD. W standardowych bibliotekach tego systemu można również znaleźć funkcje, które w standardzie POSIX są dopiero opracowywane i pojawią się z nową wersją tego dokumentu. Wraz z wersją 6 QNX-a dostarczanych jest wiele narzędzi GNU i oprogramowania kojarzonego z systemem GNU/Linux.